# Estación de Palenque (Tren Maya)
Palenque es una estación ferroviaria situada en Palenque (Chiapas). La estación está construida en los terrenos del antiguo aeropuerto de la ciudad, en donde aparte de la estación, que es la primera estructura de una nueva comunidad sustentable, también se localiza un desarrollo urbano-ecológico que articula los poblados de Palenque y Pakal Ná.

## Historia
En 2018, el candidato Andrés Manuel López Obrador anunció en su campaña presidencial el proyecto del Tren Maya. El 13 de agosto de 2018, anunció el trazo completo. El recorrido de la nueva ruta del Tren Maya puso a la estación de Palenque como la primera estación de la ruta.
En 2022, inició los trabajos de construcción de la estación, la cual fue diseñada por DAFDF Arquitectura y Urbanismo. El 31 de diciembre de 2023, fue inaugurada la estación por el presidente Andrés Manuel López Obrador para que la estación se pueda conectar con la ruta del Tren Maya a Cancún.

## Características
La arquitectura de la estación busca alinearse a estos aspectos y fue inspirada en su forma y materiales en elementos del arte antiguo y arquitectura vernácula.